# Bjała (gmina w obwodzie Warna)
Bjała (bułg. Община Бяла) – gmina we wschodniej Bułgarii, w obwodzie Warna.

## Miejscowości
Miejscowości wchodzące w skład gminy Bjała:
- Bjała (bułg.: Бяла) − siedziba gminy,
- Djulino (bułg.: Дюлино),
- Gorica (bułg.: Горица),
- Gospodinowo (bułg.: Господиново),
- Popowicz (bułg.: Попович),
- Samotino (bułg.: Самотино),